# Marie-Louise Cébron-Norbens
Marie-Louise (Marily) Cébron-Norbens, née le 31 mars 1888 à Paris 8e et morte le 4 septembre 1958 à Château-Landon, est une chanteuse française d'opéras et d'opérettes.  

## Biographie
Marie Louise Berthe Cébron est la fille de Berthe Marie Louise Cébron qui la reconnait le 24 mars 1899 et de « père non dénommé »; Moïse Aimé Huard la reconnait le 13 octobre 1915.
Elle étudie au conservatoire de Paris. Elève de Cazeneuve, elle obtient en 1907, un second prix de chant, ; en 1908, élève d'Isnardon, un second prix d'opéra,,. Elle est engagée par Albert Carré, à l'Opéra-Comique, en 1908. Elle y débute sur la scène de la Gaîté-Lyrique, le 2 janvier 1909, dans le rôle du Prince Charmant dans Cendrillon de Massenet. Elle participe à la création de Myrtil d’Ernest Garnier, le 8 décembre 1909. 
Elle fait ensuite carrière dans l’opérette et créé plusieurs pièces importantes de Claude Terrasse. Elle passe aussi par le music-hall, au Moulin-Rouge, aux Folies-Bergère et aux Ambassadeurs,.
En 1923, elle apparait dans le film Gloire rouge d'Albert Dieudonné.
En 1926, elle signe un engagement d'un an au Moulin-Rouge.

## Vie privée
Le 25 juillet 1910, elle se marie avec Jacques Guélot, mort pour la France, le 6 septembre 1914 et en secondes noces, avec Adolphe Eugène Altuzarra-Alvarrez, chancelier du consulat de Cuba, le 11 septembre 1920.
En 1927, elle possède le château de Rouillon.

## Représentations
- 1910 : Malbrouck s’en va-t-en guerre, livret de Maurice Vaucaire, Angelo Nessi ; musique de Ruggero Leoncavallou, création au théâtre Apollo, le 16 novembre, 27 représentations, rôle de la Princesse[15],[16],[17].
- 1910 : La Veuve Joyeuse, de Franz Lehár, reprise au théâtre Apollo, Nadia.
- 1911 : Les Transatlantiques, opérette d'Abel Hermant et Franc-Nohain, musique de Claude Terrasse, au théâtre Apollo, 20 mai, la Princesse de Béryl[18],[19],[20],[21].
- 1911 : L'Amour libre !..., opérette aristophanesque d'Edouard Adenis, musique de Rodolphe Berger au Moulin-Rouge, Praxagora[22],[23].
- 1912 : Les Moulins qui chantent, de Frantz Fonson, Fernand Wicheler, musique d'Arthur Van Oost, au théâtre des Galeries Saint Hubert à Bruxelles[24],[25],[26], puis au théâtre Réjane, Lisbeth[27],[28].
- 1914 : Cartouche, opérette de Hugues Delorme et Francis Gally, musique de Claude Terrasse, reprise au théâtre Apollo, 14 avril, Athénaïs[29],[30].
- 1915 : La Fille de Madame Angot, de Charles Lecocq, livret de Clairville, Paul Siraudin et Victor Koning, reprise à la Gaité-Lyrique, Mlle Lange[31],[32].
- 1915 : Pelléas et Mélisande, de Claude Debussy, reprise à l'opéra-comique[33].
- 1915 : Jusqu'au bout !, revue de Georges Arnould, musique d'Alfred Patusset, aux Folies-Bergère, 31 décembre[34].
- 1916 : C'est Maous Poilpoil, revue de Jean Bastia, à la Scala[35].
- 1920 : Les Saltimbanques, de Louis Ganne, livret de Maurice Ordonneau, reprise à la Gaieté-Lyrique, Marion[36],[37].
- 1922 : Monsieur Dumollet, opérette de Victor Jannet, Hugues Delorme, musique de Louis Urgel au théâtre du Vaudeville, 25 mai, 2000 représentations, Zélie Dumollet[38],[39],[40].
- 1922 : Narcisse, opéra-comique d'Eugène Cools, livret de Gabriel Montoya, création au  théâtre de la Potinière, 24 novembre, Echo[41],[42].
- 1923 : La Fille de Madame Angot, de Charles Lecocq, livret de Clairville, Paul Siraudin et Victor Koning, reprise à la Gaité-Lyrique.
- 1924 : La Grande Revue Olympique, revue d'Albert Willemetz, Jacques-Charles et Saint-Granier, au Casino de Paris[43],[44].
- 1926 : Le Mari trop avisé, fabliau-opérette de Pierre et Serge Veber, musique de Jean Noguès, à la foire Saint-Germain[45].
- 1926 : Miss Helyett, de Maxime Boucheron et Edmond Audran, reprise à la Gaieté-Lyrique[46],[47],[48].
- 1926 : Les Mousquetaire au couvent, de Louis Varney, livret de Jules Prével et Paul Ferrier, reprise à la Gaieté-Lyrique, Simone[49].
- 1926 : Ça… c'est Paris !, revue de Jacques-Charles, menée par Mistinguett, au Moulin-Rouge[50],[51].
- 1928 : Yes !, opérette de Pierre Soulaine, René Pujol et Jacques Bousquet , musique de Maurice Yvain, lyrics d'Albert Willemetz, au théâtre des Célestins[52].
- 1929 : La Belle Hélène, de Jacques Offenbach, reprise à la Gaieté-Lyrique[53].
- 1929 : Les Saltimbanques, de Louis Ganne, livret de Maurice Ordonneau, reprise à la Gaieté-Lyrique[54].
- 1930 : Cinésonor, comédie musicale d'André Baugé, musique de Maurice Planchar, aux Folies-Wagram, La Star[55].
- 1937 : Le Pays du sourire, de Franz Lehár, reprise à la Gaité-Lyrique[56].

## Décorations
- Officier d'académie[57].